# Le Secret du lac gelé
Le Secret du lac gelé (Les Aventures de Vick et Vicky : Le Secret du lac gelé, Bruno Bertin, 1998, France) est le quatrième album de bande dessinée des Aventures de Vick et Vicky.

## Synopsis
Les vacances de jeunes amis à Notre-Dame-de-Bellecombe, petite station de ski en Savoie, commencent mal : Marc, victime d'un accident, doit aller à l'hôpital. Là, il a pour voisin de chambre un homme étrange, totalement hystérique. Cet accident n'empêche pas Marc, une fois rétabli, de se lancer dans une course effrénée qui le mène à un lac gelé où il manque d'y rester. Sous son poids, la glace se brise et laisse apparaître des poissons morts. Un homme s'amène et prie sur un ton agressif les enfants de quitter les lieux : ils se trouvent sur une propriété privée. Cette mésaventure ne fait qu'annoncer leurs ennuis...

## Personnages
Héros principaux
- Vick : tantôt de bonne ou de mauvaise humeur, c'est le héros de la série et le chef de la bande. Il habite Rennes.
- Vicky : chien de Vick, désigné mascotte de la patrouille des Loups Blancs, Vicky est un personnage important dans les aventures. Il aide régulièrement les enfants à se sortir de situations difficiles.

Scouts de la patrouille des Loups Blancs
- Angelino : Italien venu de Rome. Râleur, toujours fatigué, peureux, il aime le farniente et la magie.
- Marc : le casse-cou de la bande. Toujours téméraire et partant dans l'aventure, il est sportif et passionné par la pêche.
- Marine : jeune fille sage et discrète, scoute, habitante de l'île, elle est passionnée d'archéologie et de guitare électrique.

Personnages de l'histoire
- Daniel Proust : dirigeant de société
- Manuello : réfugié clandestin
- Karl

## Lieux visités
La bande dessinée se passe à Notre-Dame-de-Bellecombe, en Savoie. L'album permet d'aborder la montagne, avec notamment les différents massifs français, et peut être le prétexte pour étudier les caractéristiques du milieu montagneux comme la végétation.

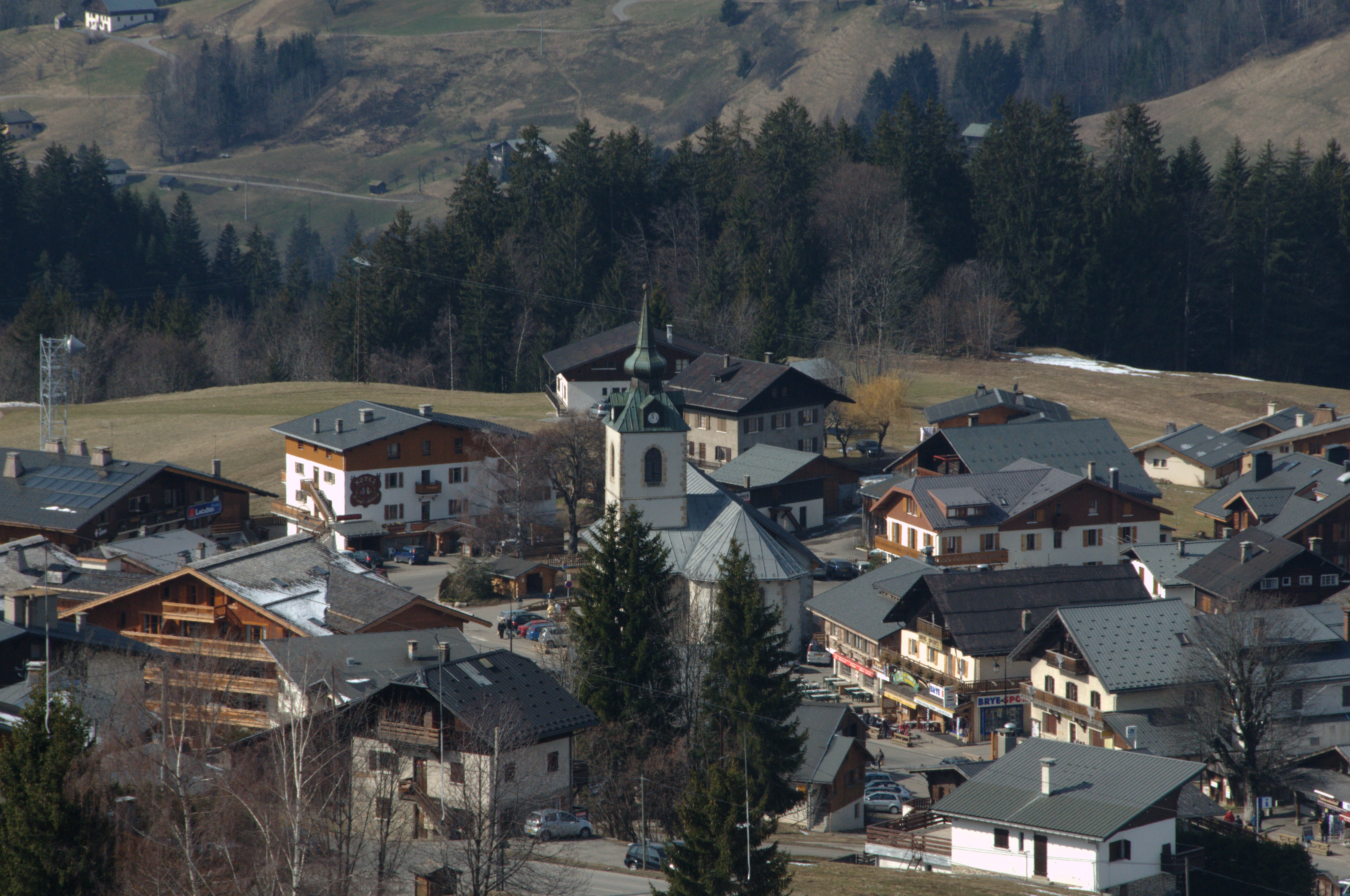
Notre-Dame-de-Bellecombe depuis les pistes de ski
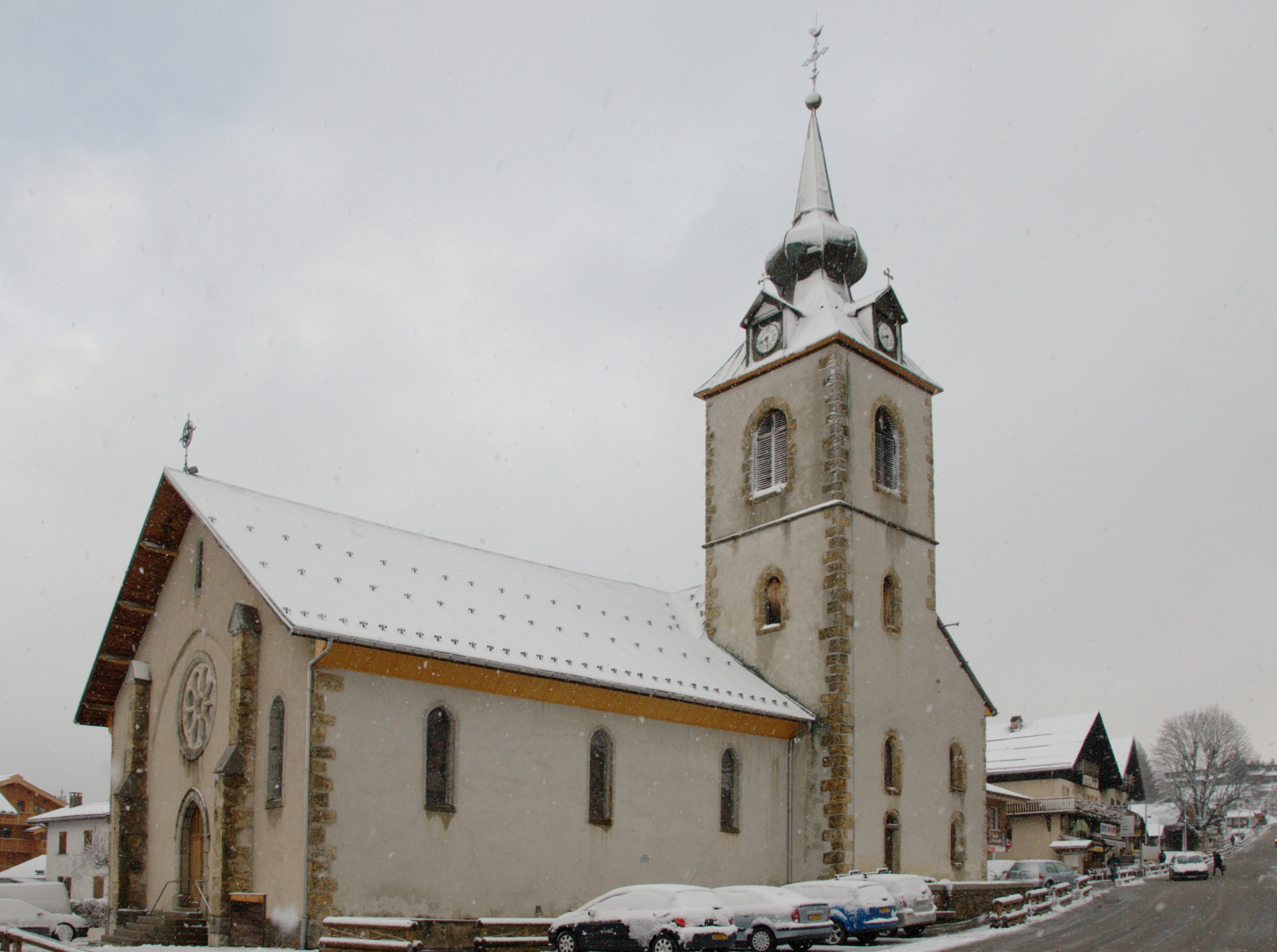
L'église de Notre-Dame-de-Bellecombe, avec son petit carillon
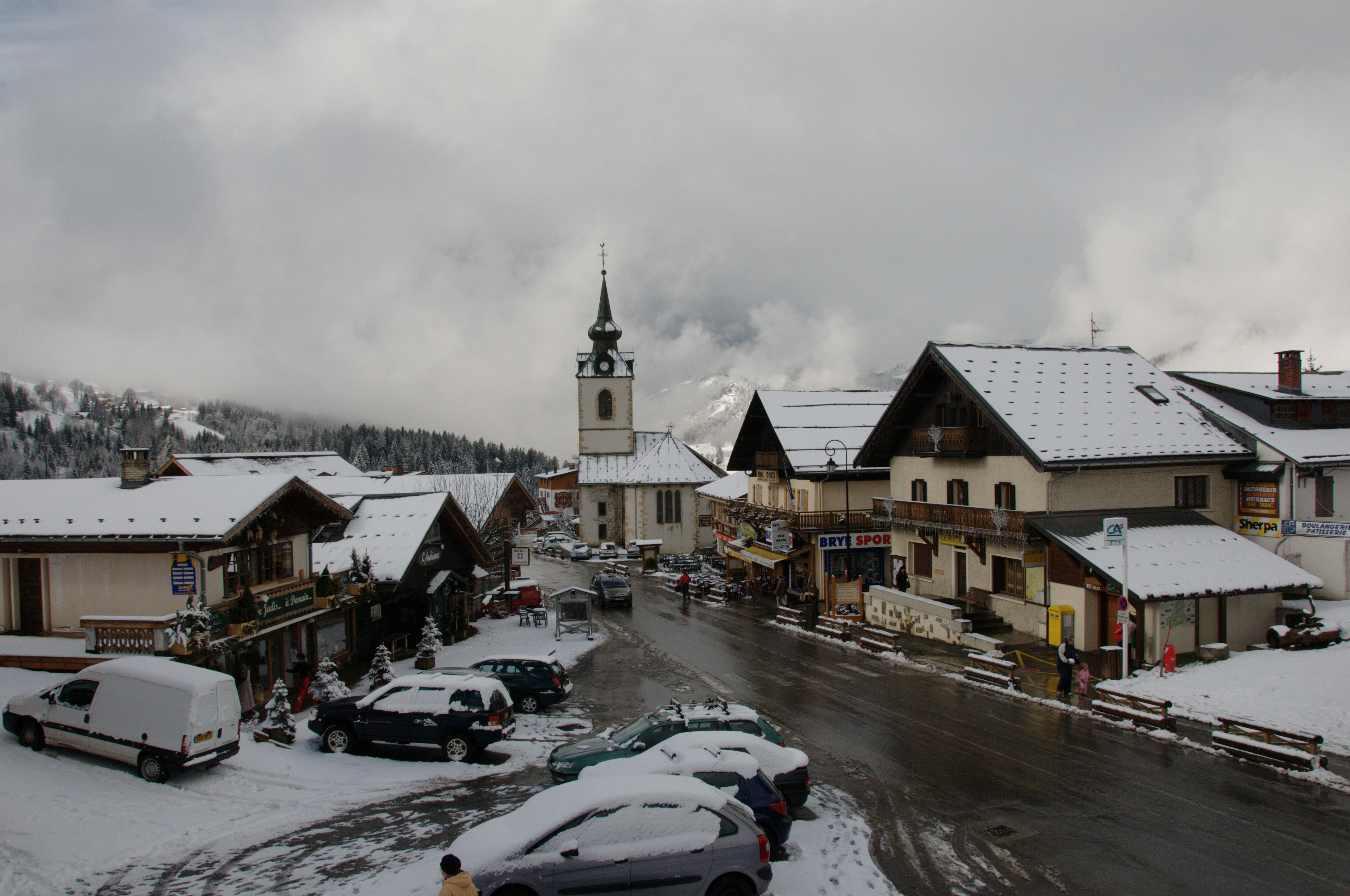
Place principale
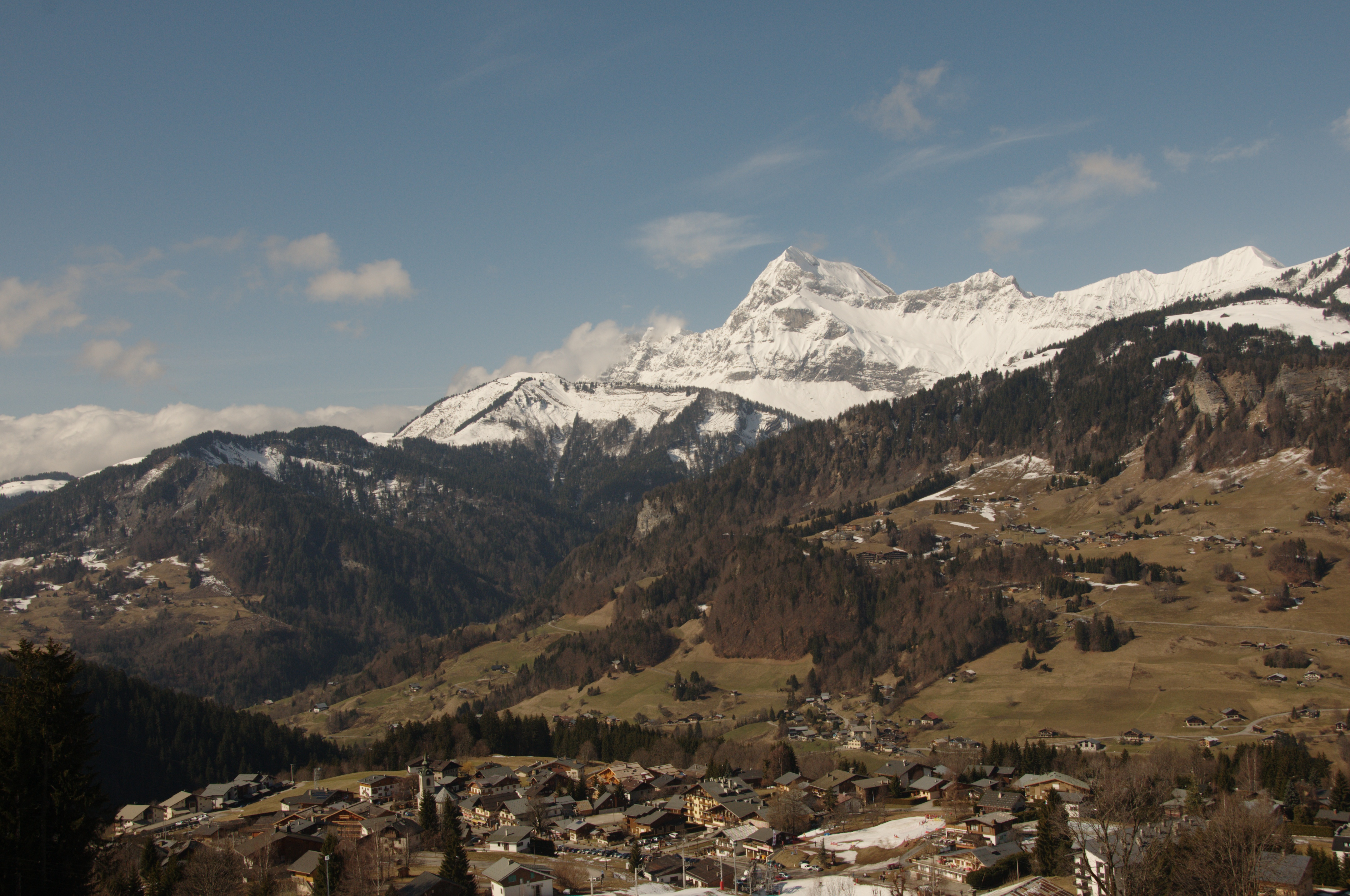
Notre-Dame-de-Bellecombe et le Mont Charvin

## Autour de l'œuvre
Il s'agit d'un épisode un peu à part dans la série puisque la bande d'amis quitte la Bretagne pour trouver les paysages enneigés de la Savoie. Ils troquent aussi leurs uniformes scouts pour des combinaisons de ski. Dans cette histoire de séquestration, de tentatives de meurtre, de détournement de fonds autour d'une clinique privée et d'une usine de cosmétique, il est question d'immigration clandestine et de pollutions liés à des déchets toxiques.